# Agrilus langei
Agrilus langei é uma espécie de inseto do género Agrilus, família Buprestidae, ordem Coleoptera. Foi descrita cientificamente por Obenberger, 1935.
Encontra-se no México e o sul dos Estados Unidos.